# NGC 5542
NGC 5542 é uma galáxia espiral (S?) ou elíptica, localizada na direcção da constelação de Boötes. Possui uma declinação de +07° 33' 31" e uma ascensão recta de 14 horas, 17 minutos e 53,2 segundos. É uma galáxia do tipo LINER (Low-Ionization Nuclear Emission-line Region).
A galáxia NGC 5542 foi descoberta em 1821 por Parsons e pela sua equipa, embora Dreyer considerasse bastante provável que a galáxia tivesse sido antes observada por Herschel, em 1786.